# Boston River
O Boston River é um clube de futebol uruguaio com sede na cidade de Montevidéu. Atualmente disputa a Primeira Divisão do Campeonato Uruguaio.

## História

### Fundação
Foi fundado em 20 de fevereiro de 1939 no coração do Bairro de Bolívar. O nome Boston River surgiu de uma combinação de "Boston", em referência a uma pintura da Alfaiataria Boston, e "River" em homenagem ao primeiro presidente do clube que era Argentino e torcedor fanático do River Plate da Argentina.
Em 1954 filia-se à AUF e passa a disputar a Divisão Extra, na qual obtém o título de 1956. Por problemas de índole, em 1981 o clube para de disputar competições da AUF, regressando somente depois de 18 anos, em 1999, quando começa a participar da Terceira Divisão do Campeonato Uruguaio, permanecendo nela até 2006. Ao conquistar o título naquele mesmo ano, ganhou o direito de competir pela primeira vez da Segunda Divisão do Campeonato Uruguaio. Em 2016 disputou pela primeira vez a Primeira Divisão Uruguaia.
Ao terminar em quarto lugar na classificação geral do Campeonato Uruguaio 2022, garantiu o direito de jogar a Copa Libertadores 2023. Em na sua curta campanha no torneio, avançou da primeira fase preliminar, vencendo o Zamora da Venezuela, e perdeu na segunda fase para o Huracán da Argentina.

## Títulos
| Nacionais | Nacionais                        | Nacionais | Nacionais   |
|           | Competições                      | Títulos   | Temporadas  |
| --------- | -------------------------------- | --------- | ----------- |
| Uruguai   | Campeonato Uruguaio – 3ª Divisão | 1         | 2006        |
| Uruguai   | Campeonato Uruguaio – 4ª Divisão | 1         | 1956        |
| Total     |                                  |           |             |
|           | Títulos                          | 2         | 2 Nacionais |

## Estatísticas

### Participações
| Competição         | Competição                   | Temporadas | Melhor campanha | Estreia | Última |  |  |
| Uruguai            | Campeonato Uruguaio          | 9          | 2024            | 2016    | 2025   |  |  |
|                    | Copa Libertadores da América | 2          | 2023            | 2023    | 2025   |  |  |
| Copa Sul-Americana | 3                            | 2017       | 2017            | 2025    |        |  |  |

## Estádio
O Boston River manda seus jogos no seu Estádio o Juan Antonio Lavalleja, com capacidade para 7 mil pessoas.